# Burg Dagstuhl
Die Burg Dagstuhl ist die Ruine einer mittelalterlichen Höhenburg auf 332,1 m ü. NN in Dagstuhl, einem Ortsteil der saarländischen Gemeinde Wadern im Landkreis Merzig-Wadern. Die Höhenburg wurde im 13. Jahrhundert erbaut und erfuhr im Laufe ihrer Geschichte mehrere Umbauten, ehe sie im 18. Jahrhundert niederlegt wurde. Die denkmalgeschützte Ruine kann seit 2006 unentgeltlich besichtigt werden.

## Geschichte

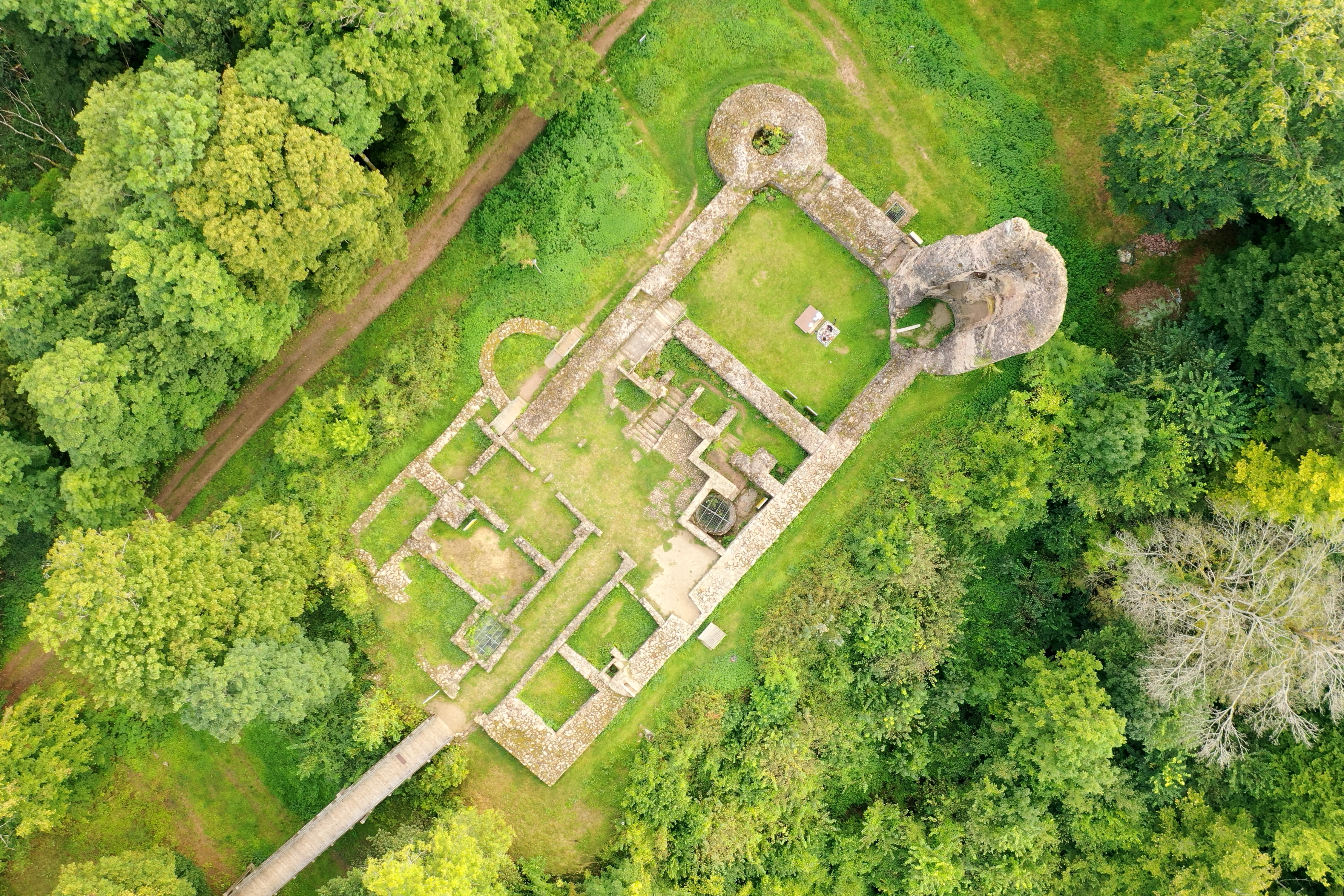
Burg Dagstuhl aus der Vogelperspektive

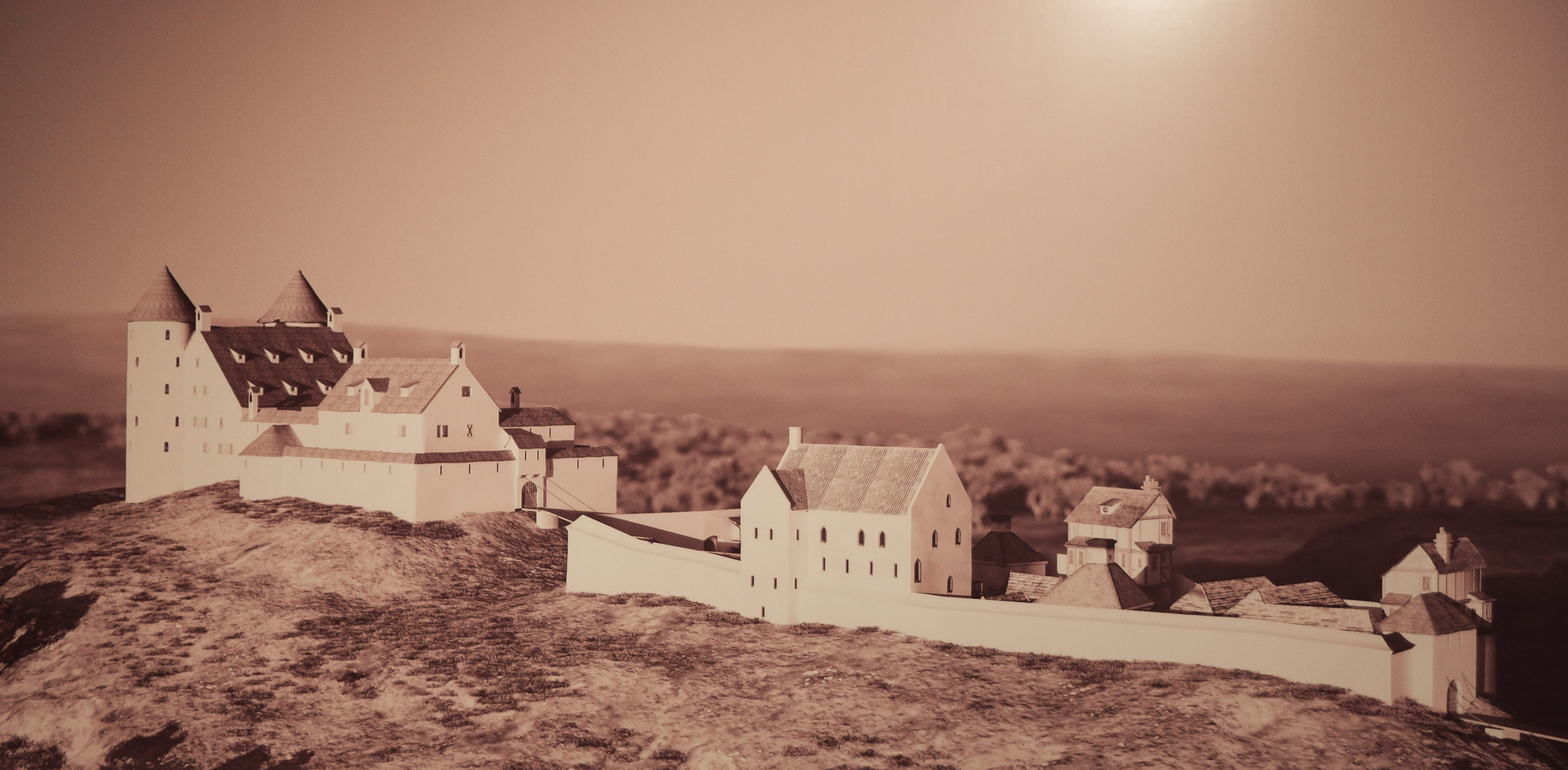
Rekonstruktion der Burg Dagstuhl im Zustand des Jahres 1466 mit äußerer Zugbrücke (Stadtmuseum Wadern)

Die 1290 erstmals urkundlich erwähnte Burg wurde um 1270 durch den Ritter Boemund von Saarbrücken erbaut. Sie diente als Vorposten Kurtriers gegen die Herren von Schwarzenberg und stand an der strategisch wichtigen Mündung von Wadrill und Löster in die Prims.
Als das Rittergeschlecht im 14. Jahrhundert ausstarb, kam die Burg 1375 als gemeinschaftlicher Besitz an die Familien der vier Erbtöchter, namentlich die Herren von Fleckenstein, Brücken, Kriechingen und Rollingen, und wurde somit zur Ganerbenburg. Im Jahr 1404 wurde sie in einer Fehde von Nikolaus Vogt von Hunolstein erobert, ehe sie in der Zeit von 1466 bis 1472 einem Umbau unterzogen wurde.

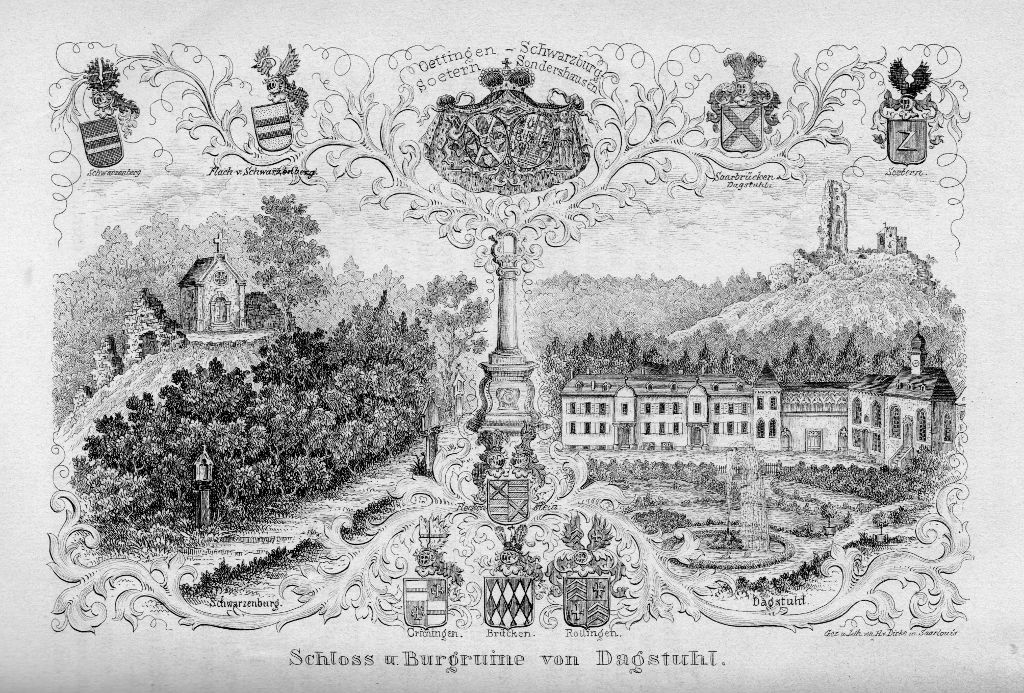
Die Burgruine auf einer Lithographie aus dem Jahre 1863

Der Trierer Kurfürst Philipp Christoph von Sötern kaufte die Anlage gemeinsam mit der Herrschaft im ersten Drittel des 17. Jahrhunderts von den Ganerben und ließ sie zum Sitz des von ihm begründeten Familienfideikommiss umbauen. So wurde zum Beispiel der Palas neu errichtet. 1696 kam die Burg durch Heirat an die Familie der Grafen von Oettingen-Baldern.
Die Anlage überstand die Kriege des 16. und 17. Jahrhunderts weitgehend unbeschadet. 1674 diente sie dem französischen Marschall Turenne und seinen Truppen als Winterquartier. 1717 wurden ihre Befestigungen jedoch auf Drängen Frankreichs zerstört. Zu jener Zeit befand sich die Burg in der Treuhandschaft des Trierer Erzbischofs Franz Georg von Schönborn, der sie durch Wolfgang Anton von Langemantel verwalten ließ. Im weiteren Verlauf des 18. Jahrhunderts wurden die Gebäude 1726 bis 1759 planmäßig abgetragen und verfielen. Als Steinbruch lieferten sie dabei das Baumaterial für das Schloss Dagstuhl, das 1760 vom Grafen Joseph Anton von Oettingen-Sötern als neuer Familiensitz in Dagstuhl erbaut wurde.
In den 1980er Jahren erfolgte eine Freilegung der Fundamente, sodass der Grundriss der Burg heute wieder erkennbar ist. Seit 1999 finden zudem systematische Grabungskampagnen unter Aufsicht des Landesdenkmalamtes des Saarlands statt.

## Anlage

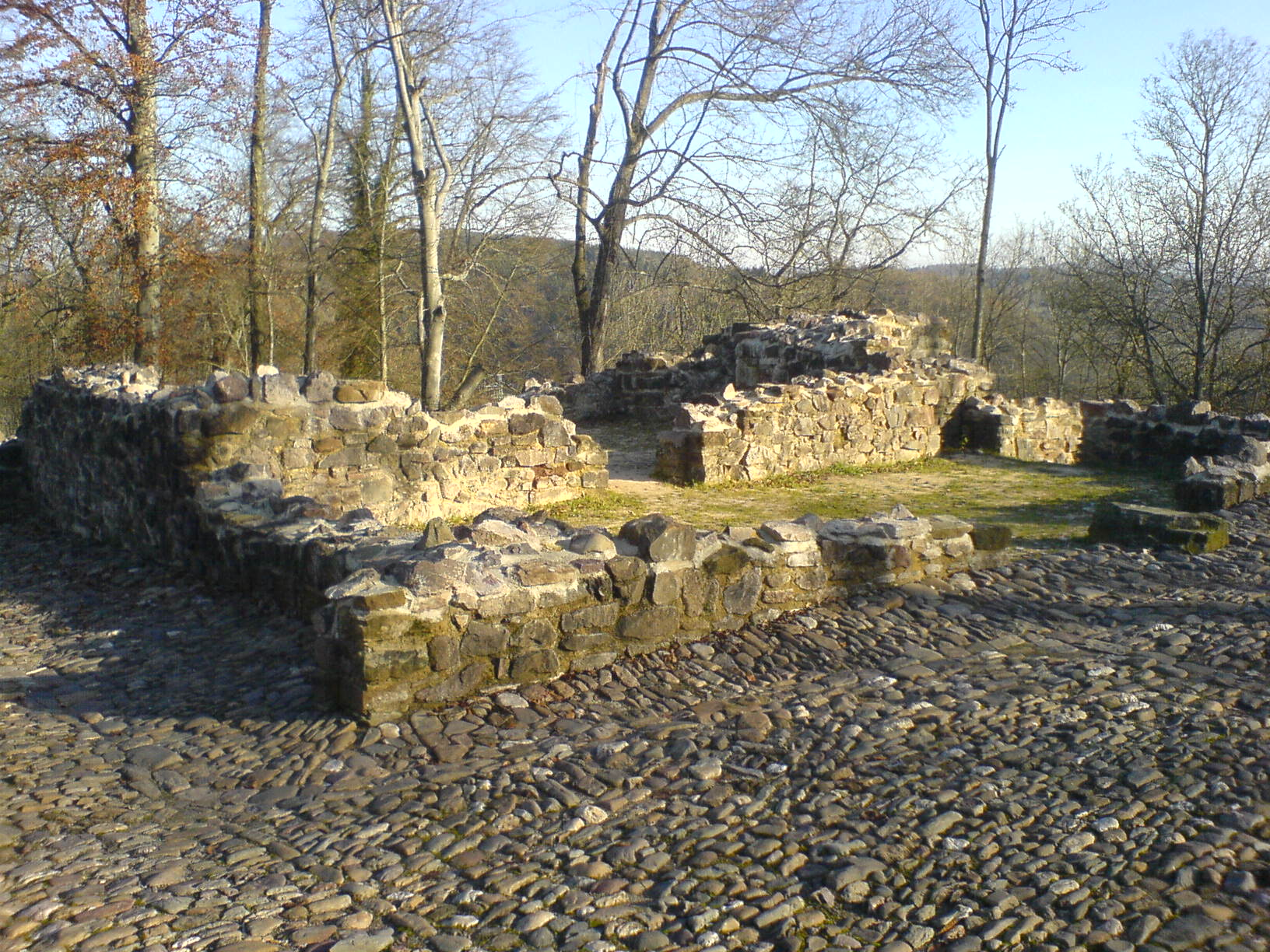
Grundmauern der Kernburg

Die etwa 300 Meter lange Burganlage besteht aus den Ruinen einer Kernburg, einer nördlich vorgelagerten Vorburg und eines südlichen Vorwerks. Ihr eindrucksvollster Bestandteil ist der teilweise aufgerissene Burgturm. Ansonsten sind nur Grundmauern erhalten. Zwei moderne Holzbrücken führen über Halsgräben, die die Vorburg vom übrigen Berg trennen.